# روبين لونا
روبين لونا (10 فبراير 1992 في المكسيك - ) هو لاعب كرة قدم مكسيكي وأمريكي في مركز الهجوم. لعب مع نادي دالاس وسان أنتونيو سكوربيونز وأتلانتا سيلفرباكس.

## وصلات خارجية
- روبين لونا على موقع الدوري الأمريكي (الإنجليزية)
- روبين لونا على موقع قاعدة بيانات كرة القدم.إي يو (الإنجليزية)
- روبين لونا على موقع Soccerway.com (الإنجليزية)